# Her Name Is Nicole
Her Name Is Nicole var tänkt bli den amerikanska sångerskan Nicole Scherzingers debutalbum som soloartist. Låtar började spelades in 2006 men utgivningsdatum blev framskjutet ett flertal gånger. 2009 bestämdes definitivt att albumet inte skulle ges ut alls.

## Planerad låtlista
1. "Super Villain"
2. "Who's Gonna Love You"
3. "Power's Out"
4. "Puakenikeni"
5. "Happily Never After"
6. "Baby Love"
7. "Save Me From Myself"
8. "Physical"
9. "Love Like This"
10. "Just Say Yes"
11. "When You're Falling"
12. "Whatever You Like"
13. "I M.I.S.S. You"
14. "March"
15. "I Blow"
16. "Feels So Good"
17. "Get 'Em Ladies"